# Прапор Литви
Державний прапор Литви (лит. Lietuvos valstybės vėliava) — прапор Литовської Республіки, один з офіційних державних символів держави. Являє собою прямокутне полотнище з трьох рівновеликих горизонтальних смуг: верхня — жовтого, середня — зеленого і нижня — червоного кольору. Відношення ширини прапора до його довжини 3:5.
15-та стаття Конституції Литовскої Республіки, прийнятої референдумом 1992 року, встановлює кольори Державного прапора: жовтий, зелений, червоний.
Жовтий колір символізує світло та сонце, зелений — траву, червоний — кров, пролиту за Литву.

## Дизайн і символіка
Прийнятий 26 червня 1991 року Закон Литовської Республіки про державний прапор Литви (Закон № I-1497) регулює дизайн, розміри та використання державного прапора. До закону були внесені зміни 8 липня 2004 року (Закон № IX-2331) з найбільш помітними змінами, включаючи зміну співвідношення національного прапора з 1:2 до 3:5 та офіційне прийняття історичного прапора як державного (урядового) прапора. Поправка набула чинності 1 вересня 2004 року після того, як її схвалив президент Валдас Адамкус.
Жовтий колір на прапорі означає сонце та процвітання, зелений — ліси, село, свободу та надію, а червоний символізує кров і хоробрість тих, хто загинув за Литву. Належні кольори як національного, так і державного прапора створюються відповідно до системи Pantone Matching System, зокрема Pantone textile-paper (TP). Співвідношення національного та державного прапорів має бути 3:5, а стандартний розмір прапора – 1,0 на 1,7 м. Можна створювати прапори різних розмірів, але вони повинні відповідати вимогам щодо колірних кодів і співвідношення, встановленим законом. Офіційні кольори Pantone публікуються з 2004 року; у списку нижче наведено офіційні кольори та їх запропоновані еквіваленти:
| Кольорова схема | Жовтий                | Зелений              | Червоний             |
| --------------- | --------------------- | -------------------- | -------------------- |
| Pantone         | 15-0955 TP / 1235 c/u | 19-6026 TP / 349 c/u | 19-1664 TP / 180 c/u |
| RGB             | 253-185-19            | 0-106-68             | 193-39-45            |
| Кольори HTML    | FDB913                | 006A44               | C1272D               |
| CMYK            | 0-30-100-0            | 100-55-100-0         | 25-100-100-0         |

|                     |
| Конструкція прапора |

## Використання
Офіційне використання Державного прапора Литви, прапорів інших держав і інших прапорів регламентує Закон про Державний прапор і інші прапори (нова редакція 1 вересня 2004. Згідно із статтею 5 закону, Державний прапор постійно піднятий на наступних будівлях (або над ними або перед ними):
- Сейму Литовської Республіки
- Резиденції Президента
- Уряду Литовської республіки, міністерств та адміністрацій повітів
- Конституційного суду та інших судів
- Генеральної прокуратури
- Банку Литви
- Головної виборчої комісії
- Вежі Ґедиміна у Вільнюсі
- рад самоврядування
- у пунктах прикордонного контролю (у міжнародних аеропортах, у морських та річних портах, залізничних вокзалах та ін.)

Державний прапор вивішується також на будівлях(підіймається на щоглах та флакштоках), органів місцевого самоврядування, громадських об'єднань, підприємств, установ та організацій незалежно від форм власності у дні державних свят. У «День чорної стрічки», 23 серпня, та 23 вересня, день геноциду євреїв, прапори повинні бути приспущені та обвиті чорними стрічками.

## Історія
Образ литовського національного прапора формувався у 1917–1918 з врахуванням традицій геральдики та литовського народного декоративно-прикладного мистецтва. Комісію, яка створила та затвердила проєкт литовського прапора, склали вчений та громадський діяч Йонас Басанавічюс, художник Антанас Жмуйдзінавічюс та археолог, краєзнавець, художник Тадас Даугірдас. Басанавічюс запропонував використовувати кольори, які найчастіше зустрічаються у литовському народному костюмі. Керуючись цим — художник Жмуйдзінавічюс підготував проєкт із смугами червоного та зеленого кольорів, які найчастіше використані у народному мистецтві. По пропозиції Дагірдаса була введена смуга жовтого кольору, символізуючого зорю. Жовто-зелено-червоний триколор був затверджений Сеймом Литви 19 квітня 1918 року, як тимчасовий прапор Литви.
У конституціях 1922 та 1928 років Державний прапор має жовту, зелену, та червону смуги. У 1940 році з окупацією Литви більшовиками до прапора додався серп та молот. Згодом його змінило червоне полотнище з серпом та молотом. У 1953 був встановлений прапор з трьох горизонтально розміщених кольорових смуг червоного кольору (вісім дванадцятих ширини), білого (одна дванадцята ширини) і зеленого (три дванадцятих ширини полотнища) кольору з золотими серпом, молотом та п'ятипроменевою зіркою.
Жовто-зелено-червоний триколор як національний прапор став широко публічно використовуватися влітку 1988 року. З ініціативи Саюдіса 7 жовтня 1988 року відбулася церемонія встановлення національного триколору на башті Ґедиміна у Вільнюсі. Прапор був заново узаконений та отримав офіційний статус як прапор Литовської РСР 18 листопада 1988 року поправками, внесеними до Конституції Литовської РСР Верховною Радою Литовської РСР. 25 січня 1989 Президія Верховної Ради ЛитРСР затвердила його кольори, опираючись на зразки прапора Литовської Республіки періоду між Першою та Другою світовими війнами

Прапор президента Литви
Історичний прапор Литви
Прапор Малої Литви
Прапор Жемайтії
Прапор Литви (1918–1940)
Прапор Мемельланда
Прапор ЛтРСР зразка 1940 року
Прапор ЛтРСР 1953-1988 рр.
Прапор Литовської РСР у 1988-1990 рр.; прапор Литви у 1990-2004 (співвідношення сторін 1:2)
Прапор Серединної Литви (1920-1922)